# Piedade de Caratinga
Piedade de Caratinga este un oraș în Minas Gerais (MG), Brazilia.